# 堀之紀
堀之紀（日语：／ Hori Yukitoshi，1952年9月12日—）是日本男性聲優。身高180公分，星座是处女座，父親是演員堀雄二，母親是寶塚歌劇團女優甲斐晴海（在團期間1939年－1944年），弟弟則是聲優兼演員堀秀行。

## 演出作品

### 動畫作品
1984年
- 北斗神拳（部下B、士兵）

1986年
- 圣斗士星矢（辰巳德丸）

1987年
- 北斗神拳2（修罗、师范）
- 鬼太郎第3期（村民C、製作人、召喚師）

1988年
- 麵包超人（剪刀桑形、電鰻、天雲羅〈第3代〉、土台人〈第3代〉）

1989年
- 哆啦A夢(大山羨代版)（男人）
- 惡魔君（圖坦卡門、硬漢）

1992年
- 龙珠Z（人造人19号、多多利亚）
- 黑色推銷員（木佐田、大仁芳雄）

1993年
- 疾風戰士（GZ）
- 蠟筆小新（夏普·青壁）

1994年
- 忍者乱太郎（花枝太郎、卍雄太郎〈第1代〉、今井雄太）
- 橘子醬男孩（土屋礼司）
- 七海的堤可（艾略特）

1996年
- 名侦探柯南（琴酒）

1997年
- 中华小当家（胡大人、王虎）
- 鬼太郎第4期（半魚人）

1998年
- 蠟筆小新（羅貝多·馬蓋爾）

1999年
- 危險調查員（組織首領）

2000年
- 犬夜叉（人面果）

2001年
- 地球防卫家族（司令官）
- 第一神拳（東邦拳擊館館長）

2004年
- 爆裂天使（神秘男子〈格林佛特〉）

2005年
- 槍與劍（船長）

2007年
- 銀魂（林流山）

2008年
- 強襲魔女（樽宮副艦長）

2009年
- KERORO軍曹（審判長）
- 小雙俠（肌肉合點）

2010年
- 強襲魔女2（副長）
- 龙珠改（人造人19号）
- 熱拳本色（玄武）

2011年
- 哆啦A夢(水田山葵版)（戴斯）

2012年
- 聖鬥士星矢Ω（辰巳德丸）

2014年
- 相撲力士松太郎（日语：のたり松太郎）（近藤的師傅）

2015年
- 七龍珠改 魔人普烏篇 （北界王神）

2016年
- 名侦探柯南 章节''ONE'' 缩小的名侦探（琴酒）

2021年
- 櫻桃小丸子（老爺爺）

### OVA
2002年
- 聖鬥士星矢冥王十二宮篇（辰巳）

### 劇場版動畫
1991年
- 亞爾斯蘭戰記（加德維）

1994年
- 三國志 遼闊的大地（魏延）

2001年
- 名侦探柯南 往天国的倒數计时（琴酒）

2003年
- 大雄與風之使者（暴風族C）

2009年
- 名侦探柯南 漆黑的追踪者（琴酒）

2016年
- 名偵探柯南：純黑的惡夢（琴酒）

2023年
- 名偵探柯南：黑鐵的魚影（琴酒）

### 遊戲
- 真三国无双系列、無雙大蛇系列（吕蒙、董卓）
- 女神异闻录5（斑目一流斋）
- 生死格鬥：次元（紫電）
- 符文工廠4（沃爾卡農）
- 緋夜傳奇（艾弗列德）

### 廣播劇CD
- 死神的歌谣（几间一阳）

### 特摄
- 高斯奥特曼 THE FIRST CONTACT（巴尔坦星人）
- 超人力霸王馬克斯（变身怪人杰顿星人）
- 未来战队时间连者（旁白）
- 兽拳战队激气连者（临兽寄居虫拳）

## 外部連結
- 事務所公開簡歷 （页面存档备份，存于）（日語）

1. ↑  . 电影旬报社. 1996: 268. ISBN 4-87376-160-3 （日语）.